# Robert Mauzi
Robert Mauzi (* 1927 in Toulouse; † 8. August 2006) war ein französischer Romanist und Literaturwissenschaftler.

## Leben und Werk
Mauzi absolvierte die École normale supérieure, war Stipendiat der Fondation Thiers (1950), wo er Michel Foucault kennenlernte, als (als Assistent der Universität Lyon) in Paris tätig war und 1960 mit den beiden Thèses L'Idée du bonheur dans la littérature et la pensée françaises au XVIIIe siècle (Paris 1960, Genf/Paris 1979, Paris 1994) und (Hrsg.) Mme Du Châtelet, Discours sur le bonheur  (Paris 1961) habilitiert wurde. Von 1962 bis 1969 war er Professor an der Universität Lyon, ab 1970 an der Universität Paris IV.

## Weitere Werke
- (Hrsg.) Charles Nodier, Contes et nouvelles. Oeuvres choisies, Paris 1953
- (Hrsg.) Denis Diderot, La Religieuse, Paris 1962, 1993
- (Hrsg.) Bernardin de Saint-Pierre, Paul et Virginie, Paris 1966
- (mit Sylvain Menant) Le XVIII siècle. 1750–1778, Paris 1977 (Littérature française 10. 2, hrsg. von Claude Pichois); (mit Michel Delon und Sylvain Menant) u. d. T. De l’Encyclopédie aux Méditations 1750–1820, Paris 1984, 1989, 1998 (Littérature française 6, hrsg. von Claude Pichois)
- (Hrsg.) Abbé Prévost, Histoire du chevalier Des Grieux et de Manon Lescaut, Paris 1980
- Précis de littérature française du XVIIIe siècle, Paris 1990
- Maintenant sur ma route, Orléans 1994
- L’art de vivre d’une femme au XVIIIe siècle. Avant-propos de Henri Coulet. Suivi du Discours sur le bonheur, de madame Du Châtelet, Paris 2008